# 2004 في اليونان
فيما يلي قوائم الأحداث التي وقعت خلال عام 2004 في اليونان.

## أحداث
- 13 أغسطس – الألعاب الأولمبية الصيفية 2004

## سياسة

### تعيين في المنصب
- 1 يناير – صوفيا فولتيبسي عضو البرلمان اليوناني.
- 10 مارس – بروكوبيس بافلوبولوس Minister of Interior, Public Administration and Decentralization of Greece ‏.
- 10 مارس – جورج باباندريو Leader of the Official Opposition (Greece) [الإنجليزية]‏.
- 10 مارس – كوستاس كرامنليس رئيس وزراء اليونان.

### انتهاء فترة المنصب
- 1 يناير – كارولوس بابولياس عضو البرلمان اليوناني.
- 1 يناير – كونستانتين ميتسوتاكيس عضو البرلمان اليوناني.
- 13 فبراير – جورج باباندريو وزير الخارجية [الإنجليزية]‏.
- 10 مارس – إيفانغيلوس فينيزيلوس Minister of Culture of Greece ‏.
- 10 مارس – كوستاس كرامنليس Leader of the Official Opposition (Greece) [الإنجليزية]‏.

## رياضة
- 1 يناير – الملاكمة في أولمبياد 2004
- 1 يناير – تنس الريشة في أولمبياد 2004
- 1 يناير – كرة المضرب في أولمبياد 2004

## وفيات

### أبريل
- 1 أبريل – إيوانيس كيراستاس (مواليد 1952) لاعب كرة قدم يوناني.